# Gösta Dyrssen
Gösta Peder T:son Dyrssen, född 5 september 1919 i Stockholm, död 22 maj 1983 i Västerleds församling, var en svensk jurist.
Gösta Dyrssen var son till kommendörkaptenen Thede Dyrssen. Han blev juris kandidat vid Stockholms högskola 1946, gjorde tingstjänstgöring 1946–1948 och utnämndes till fiskal i Svea hovrätt 1949. Han var vattenrättssekreterare 1950–1955 och tjänstgjorde som sekreterare i utredningen om vattendomstolarnas organisation 1956–1958. Dyrssen utnämndes till assessor 1957, var sakkunnig i Justitiedepartementet 1958–1963, ledamot i Lagberedningen 1963–1969. Han utnämndes till hovrättsråd i Svea hovrätt 1966 och var ordförande i vattenlagsutredningen 1969–1977, Gösta Dyrssen utnämndes till hovrättslagman i Svea hovrätt 1976 och till regeringsråd 1978. Han är begravd på Galärvarvskyrkogården i Stockholm.